# Bruno Gerussi
Bruno Gerussi (* 7. Mai 1928 in Medicine Hat, Alberta; † 21. November 1995 in Vancouver, British Columbia) war ein kanadischer Schauspieler, der durch die Hauptrolle in der Fernsehserie Strandpiraten bekannt wurde.

## Leben
Gerussi war der Sohn eines italienischen Einwanderers. Seine Familie zog in seiner Jugend nach New Westminster. Er studierte Schauspiel an der der University of Alberta zugehörigen Banff School of Fine Arts in Banff und spielte danach in verschiedenen Theaterproduktionen. Bei den William-Shakespeare-Produktionen des Stratford Shakespeare Festival spielte er den Romeo an der Seite von Julie Harris in Romeo und Julia und Mark Anton in Julius Caesar. Er trat auch am Broadway auf, wo er unter anderem den Ismael in einer Moby-Dick-Adaption von Orson Welles spielte. Ab Ende der 1950er Jahre arbeitete er zudem für die CBC, wo er zunächst Gastrollen in Fernsehserien übernahm. In den 1960er Jahren hatte er unter dem Namen Gerussi! eine eigene Radioshow auf CBC Radio.
1972 wurde er für die Hauptrolle der Serie Strandpiraten (The Beachcombers) besetzt, durch die er nicht nur in Nordamerika, sondern auch in Deutschland bekannt wurde. Sie wurde bis 1991 produziert und war damit die langlebigste Fernsehserie der kanadischen Fernsehgeschichte. Das ZDF strahlte ab 1976 insgesamt 91 Folgen der Serie aus.
Ende der 1970er Jahre führte Gerussi zudem durch die Kochshow Celebrity Cooks, bei der mit prominenten Gästen (unter anderem Bob Crane und David Letterman) gekocht wurde. Aufgrund seiner enormen Bekanntheit erhielt er in der Folge einen Werbevertrag eines Herstellers von Küchengeräten und wurde Werbeträger für die ersten kommerziell erhältlichen Mikrowellenherde.
1980 war er Gastgeber der Genie Awards. Selbst wurde er nie mit dem Genie ausgezeichnet, er erhielt jedoch 1990 eine Nominierung. Nach seinem Tod durch einen Herzinfarkt 1995 wurde er im darauf folgenden Jahr posthum mit dem Earle Grey Award für sein Lebenswerk ausgezeichnet.
Gerussis Frau Ida verstarb 1965. Er war von 1972 bis zum Zeitpunkt seines Todes mit der Richterin Nancy Morrison liiert. Er hatte zwei Kinder.

## Filmografie (Auswahl)
- 1953: Herring Hunt
- 1957: Oedipus Rex
- 1962: Alexander Galt: The Stubborn Idealist (Kurzfilm)
- 1972–1990: Strandpiraten (The Beachcombers, Fernsehserie)
- 1987: Kampf gegen die Mafia (Wiseguy, Fernsehserie)
- 1991: The Hitman
- 1993: Cobra (Fernsehserie)
- 1994–1995: Side Effects (Fernsehserie)
- 1995: Der Pizza-Prinz (Prince for a Day)

## Auszeichnungen
- 1990: Gemini-Award-Nominierung für Strandpiraten
- 1996: Earle Grey Award für sein Lebenswerk